# Магнитуда (астрономија)
Магнитуда (m) звијезде, планета или другог небеског тијела је мјера његова сјаја. Постоје привидна и апсолутна магнутуду.
Љествица којом се мјери магнитуда потјече из хеленских времена кад су се звијезде видљиве голим оком дијелиле у шест магнитуда. Најсвјетлије звијезде биле су прве магнитуде ( = +1), а најтамније шесте магнитуде ( = +6), што је граница људске моћи опажања (без помоћи телескопа). Сваки степен магнитуде сматрао се двапут свјетљијим од сљедећег. Овај понешто груб начин означавања сјаја звијезда популаризирао је Птолемеј у свом Алмагесту, а уопштено се сматра да га је измислио Хипарх. Овај оригиналан систем није мјерио магнитуду Сунца. Како је осјетљивост ока на свјетлост логаритамска, резултујућа љествица такође је логаритамска.
Норман Роберт Погсон је 1856. формализирао систем дефинишући типичну звијезду прве магнитуде као звијезду која је стопут свјетлија од типичне звијезде шесте магнитуде; стога је звијезда прве магнитуде око 2,512 пута свјетлија од звијезде друге магнитуде. Стотину пута мање сјајан објект има магнитуду отприлике за пет већу; 2,512 пута тамнији објект има магнитуду за један већу. Тај број, пети коријен из 100 (=2,512), познат је као Погсонов однос. 
Погсонова љествица оригинално је фиксирана тако да Северњача има магнитуду 2. Астрономи су касније открили да је Сјеверњача благо варијабилна звијезда па су најприје прешли на Вегу као референтну звијезду, да би данас дефинисали нулту тачку према читавом низу звијезда. Магнитуда зависи од таласне дужини свјетлости.
Модерни систам више није ограничен на 6 магнитуда. Изузетно свијетли објекти имају негативне магнитуде. На примјер, Сиријус, најсвјетлија звијезда неба, има привидну магнитуду од -1,44 до -1,46. Телескопи Хабл и Кек забељежили су звијезде с магнитудама од +30.

## Историја
Грчки астроном Хипарх направио је каталог који је забележио привидни сјај звезда у другом веку пре нове ере. У другом веку нове ере александријски астроном Птоломеј је класификовао звезде на скали од шест тачака и настао је термин магнитуда. Гледано простим оком, истакнутија звезда као што је Сиријус или Арктур изгледа већа од мање проминентне звезде као што је Мајзар, која заузврат изгледа већа од заиста бледе звезде као што је Алкор. Године 1736, математичар Џон Кеил је описао древни систем величина голим оком на овај начин:
 Чини се да су фиксне звезде различите величине, не зато што заиста јесу, већ зато што нису све подједнако удаљене од нас. Оне које су најближи ће се истаћи сјајем и величином; удаљеније звезде ће давати слабију светлост и оку ће изгледати мање. Отуда произилази расподела звезда, према њиховом реду и достојанству, у класе; прва класа која садржи оне које су нам најближе, зову се звезде прве магнитуде; оне које су поред њих су звезде друге магнитуде... и тако даље, 'све док не дођемо до звезда шесте магнитуде, које обухватају најмање Звезде које се могу уочити голим оком. Све остале звезде, које се виде само помоћу телескопа, и које се зову телескопске, не убрајају се у ових шест редова. Иако астрономи обично прихватају разлику звезда у шест степени магнитуда; ипак не треба да судимо, да се свака одређена звезда тачно рангира према одређеној величини, која је једна од шест; али у стварности има скоро исто толико редова звезда, колико и звезда, од којих је неколико потпуно исте величине и сјаја. Чак и међу оним звездама које се убрајају у најсветлију класу, појављује се разноврсност величине; јер су Сиријус или Арктур светлији од Алдебарана или Биковог ока, или чак од звезде у Спици; а ипак се све ове звезде убрајају међу звезде првог Реда: и постоје неке звезде таквог средњег реда, да су се астрономи разликовали у њиховој класификацији; неки стављају те звезде у једну класу, други у другу. На пример: Тихо је малог Пса ставио међу звезде друге величине, коју ју је Птоломеј убрајао у звезде прве класе: и стога није заиста ни првог, ни другог реда, већ би требало да буде рангирана на место између њих.

Треба имати на уму да што је звезда светлија, то је магнитуда мања: сјајне звезде „прве магнитуде“ су звезде „1. класе“, док су звезде које су једва видљиве голим оком „шесте магнитуде“ или „6. класе“. Систем је био једноставно разграничење сјаја звезда у шест различитих група, али није узимао у обзир варијације у осветљености унутар групе.
Тихо Брахе је покушао да директно измери „величину” звезда у смислу угаоне величине, што је у теорији значило да се магнитуда звезде може одредити са више од само субјективног суда описаног у горњем цитату. Он је закључио да звезде прве магнитуде мере 2 лучна минута (2′) у привидном пречнику (1⁄30 степена, или 1⁄15 пречника пуног месеца), са звездама од друге до шесте магнитуде димензија 1 1⁄2′, 1 1⁄12′, 3⁄4′, 1⁄2′, односно 1⁄3′. Развој телескопа је показао да су ове велике величине биле илузорне - звезде су се кроз телескоп чиниле много мањим. Међутим, рани телескопи су произвели лажну слику звезде налик на диск која је била већа за светлије звезде и мања за слабије. Астрономи од Галилеја до Жака Касинија су ове лажне дискове помешали са физичким телима звезда, и тако су у осамнаестом веку наставили да размишљају о величини у смислу физичке величине звезде. Јохан Хевелије је направио веома прецизну табелу величина звезда измерених телескопски, али сада су се измерени пречници кретали од нешто више од шест лучних секунди за прву магнитуду до нешто мање од 2 секунде за шесту магнитуду. У време Вилхелма Хершела астрономи су препознали да су телескопски дискови звезда лажни и да су функција телескопа као и сјаја звезда, али су и даље говорили о величини звезде више него о њеном сјају. Чак и све до деветнаестог века систем величина је наставио да се описује у терминима шест класа одређених привидном величином, у којима:

Не постоји друго правило за класификацију звезда осим процене посматрача; и стога неки астрономи рачунају оне звезде да су прве величине док други сматрају да су друге.

Међутим, до средине деветнаестог века астрономи су мерили удаљености до звезда преко звездане паралаксе и тако схватили да су звезде толико удаљене да се у суштини појављују као тачкасти извори светлости. Пратећи напредак у разумевању дифракције светлости и астрономског виђења, астрономи су у потпуности разумели да су привидне величине звезда лажне и како те величине зависе од интензитета светлости која долази од звезде (ово је привидни сјај звезде, који се може измерити у јединицама као што су 2) тако да су светлије звезде изгледале веће.

### Модерна дефиниција
Рана фотометријска мерења (направљена, на пример, коришћењем светлости за пројектовање вештачке „звезде“ у видно поље телескопа и прилагођавањем тако да одговара стварним звездама по сјају) показала су да су звезде прве магнитуде око 100 пута сјајније од звезда шесте магнитуде.
Тако је 1856. Норман Погсон из Оксфорда предложио да се логаритамска скала од 5√100 ≈ 2,512 усвоји између магнитуда, тако да је пет корака величине тачно одговарало фактору од 100 у осветљености. Сваки интервал од једне магнитуде једнак је варијацији у осветљености од 5√100 или отприлике 2,512 пута. Према томе, звезда магнитуде 1 је око 2,5 пута сјајнија од звезде магнитуде 2, око 2,52 пута светлија од звезде магнитуде 3, око 2,53 пута сјајнија од звезде магнитуде 4, и тако даље.

## Привидна и апсолутна величина
Две главне врсте магнитуда које разликују астрономи су:
- Привидна магнитуда, осветљеност објекта како се појављује на ноћном небу.
- Апсолутна магнитуда, која мери луминозност објекта (или рефлектовану светлост за несветлеће објекте као што су астероиди); то је привидна величина објекта виђена са одређене удаљености, конвенционално 10 парсека (32,6 светлосних година).

Разлика између ових концепата може се видети упоређивањем две звезде. Бетелгез (привидна магнитуда 0,5, апсолутна магнитуда −5,8) изгледа мало тамније на небу од Алфа Кентаура (привидна магнитуда 0,0, апсолутна магнитуда 4,4) иако емитује хиљаде пута више светлости, јер је Бетелгез много даље.

### Примери
Следи табела која даје привидне магнитуде за небеске објекте и вештачке сателите у распону од Сунца до најслабијег објекта видљивог Свемирским телескопом Хабл (HST):
| −27 | 6,31×10  | Сунце                     | −7 | 631       |SN 1006 супернова                                                                         | 13 | 6,31×10−6  |3C 273 квазар лимит од 4,5–6 (11–15 ) телескопи    |
| −26 | 2,51×10  |                           | −6 | 251       | (макс.)                                                                           | 14 | 2,51×10−6  | Плутон (макс.) лимит од 8–10 (20–25 ) телескопи |
| −25 | 10       |                           | −5 | 100       | Венера (макс.)                                                                    | 15 | 10−6       |                                                 |
| −24 | 3,98×109 |                           | −4 | 39,8      | Објекти најслабије видљиви голим оком током дана када је сунце високо             | 16 | 3,98×10−7  | Харон (макс.)                                   |
| −23 | 1,58×109 |                           | −3 | 15,8      | Јупитер (макс.), Марс (макс.)                                                     | 17 | 1,58×10−7  |                                                 |
| −22 | 6,31×108 |                           | −2 | 6,31      | Mercury (макс.)                                                                   | 18 | 6,31×10−8  |                                                 |
| −21 | 2,51×108 |                           | −1 | 2,51      | Сиријус                                                                           | 19 | 2,51×10−8  |                                                 |
| −20 | 108      |                           | 0  | 1         | Вега, Сатурн (макс.)                                                              | 20 | 10−8       |                                                 |
| −19 | 3,98×107 |                           | 1  | 0,398     | Антарес                                                                           | 21 | 3,98×10−9  | Калироа (Јупитеров сателит)                     |
| −18 | 1,58×107 |                           | 2  | 0,158     | Поларис                                                                           | 22 | 1,58×10−9  |                                                 |
| −17 | 6,31×106 |                           | 3  | 0,0631    | Карлово срце                                                                      | 23 | 6,31×10−10 |                                                 |
| −16 | 2,51×106 |                           | 4  | 0,0251    | Акубенс                                                                           | 24 | 2,51×10−10 |                                                 |
| −15 | 106      |                           | 5  | 0,01      | Веста (макс.), Уран (макс.)                                                       | 25 | 10−10      | Фенрир (Сатурнов сателит)                       |
| −14 | 3,98×105 |                           | 6  | 3,98×10−3 | типична граница голим оком                                                        | 26 | 3,98×10−11 |                                                 |
| −13 | 1,58×105 | пун месец                 | 7  | 1,58×10−3 | Церера (макс.) најслабије видљиве звезде голим оком из „тамних” руралних подручја | 27 | 1,58×10−11 | видљиви светлосни лимит телескопа               |
| −12 | 6,31×104 |                           | 8  | 6,31×10−4 | Нептун (макс.)                                                                    | 28 | 6,31×10−12 |                                                 |
| −11 | 2,51×104 |                           | 9  | 2,51×10−4 |                                                                                   | 29 | 2,51×10−12 |                                                 |
| −10 | 104      |                           | 10 | 10−4      | типични лимит за 7×50 двоглед                                                     | 30 | 10−12      |                                                 |
| −9  | 3,98×103 | Иридијумска бакља (макс.) | 11 | 3,98×10−5 | Проксима Кентаури                                                                 | 31 | 3,98×10−13 |                                                 |
| −8  | 1,58×103 |                           | 12 | 1,58×10−5 |                                                                                   | 32 | 1,58×10−13 | граница видљиве светлости Хабла                 |